# Daouda Sow
Daouda Demba Sow (Roubaix, 19 de enero de 1983) es un deportista francés que compitió en boxeo. Participó en los Juegos Olímpicos de Pekín 2008, obteniendo una medalla de plata en el peso ligero.

## Palmarés internacional
| Juegos Olímpicos | Juegos Olímpicos | Juegos Olímpicos | Juegos Olímpicos |
| Año              | Lugar            | Medalla          | Categoría        |
| ---------------- | ---------------- | ---------------- | ---------------- |
| 2008             | Pekín (China)    | Medalla de plata | 60 kg            |